# 米尔克里克 (华盛顿州)
米尔克里克（Mill Creek）位於美國華盛頓州斯诺霍米什县，西雅圖北北東方20英里左右，是西雅圖都會區的一部分。美國2010年人口普查時人口為18,244人。米尔克里克原本是計畫在市中心建造高爾夫球場和鄉村俱樂部。
根據華盛頓州區域人均所得統計，米尔克里克在522個地區中排第19名。

## 資料來源
1. ↑  . United States Census Bureau.   [2008-01-31].
2. ↑  . United States Geological Survey. 2007-10-25  [2008-01-31].

## 外部連結
- City of Mill Creek （页面存档备份，存于）
- 中的“米尔克里克 (华盛顿州)”